# Cornelis Wijdekop
Cornelis Wijdekop, né le 31 janvier 1914 à Amsterdam et mort le 8 avril 2008, est un kayakiste néerlandais pratiquant la course en ligne.

## Palmarès

### Jeux olympiques (course en ligne)
- 1936 à Berlin
  -  Médaille de bronze en K-2 10 000 m démontable [1]